# Greenway
Greenway je projekt državne glavne biciklističke rute br. 2, koja se proteže od Bregane, prati tok rijeke Save kroz grad Zagreb, sve do općine Lijevi Dubrovčak u Zagrebačkoj županiji. Planirana ukupna duljina biciklističke staze iznosi 132 km, a nositelj projekta je grad Zagreb i partner projekta Zagrebačka županija.
Cilj projekta Greenway je promicanje održive urbane i regionalne mobilnosti, povećanje sigurnosti u prometu te poboljšanje biciklističke povezanosti na području grada Zagreba i Zagrebačke županije. Izgradnja Greenwaya obuhvaća postavljanje dodatne infrastrukture, uključujući rasvjetu, punjače za električne bicikle, odmorišta, parkirališta, informativne oznake i brojače prometa. Također, projekt uključuje i uređenje prilaza mostovima te povezivanje sa postojećim biciklističkim i cestovnim prometnicama.
Projekt je predstavljen 12. lipnja 2019. godine, a izgradnja je započela 6. rujna 2022. godine petom fazom od mjesta Blato kod Arena Centra do pješačko-biciklističkog Savskog mosta. Peta dionica završena je u listopadu 2023. godine.
Krajem listopada 2024. godine počela je izgradnja novih 10 km, po 5 km s obje strane Save, pješačke i biciklističke staze Greenway, a ova dionica obuhvaća najgušće naseljena gradska područja Trnja, Novog Zagreba – istok i Novog Zagreba – zapad.

## Planirane dionice Greenwaya
- Faza I – Bregana – Podsusedski most (D), duljina 17,2 km
- Faza II – Podsusedski most – kanal Sava – Odra (D), duljina 8,0 km
- Faza III – Podsusedski most – Savski most (L), duljina 12,7 km
- Faza IV – kanal Sava – Odra – Blato (D), duljina 6,5 km
- Faza V – Blato – Savski most (D), duljina 1,7 km
- Faza VI – Savski most – Most mladosti, duljina 10,9 km
- Faza VII – Most mladosti – Domovinski most, duljina 15,7 km
- Faza VIII – Domovinski most – Lijevi Dubrovčak (L), duljina 37,0 km
- Faza IX – Domovinski most – Orle (D), duljina 22,1 km

## Završene dionice Greenwaya
- Faza V – Blato – Savski most (D), duljina 1,7 km

## Dionice u izgradnji
- Faza VI – Savski most – Most mladosti, duljina 10,9 km
  - Vrijednost faze iznosi 7.6 milijuna eura, a završetak radova očekuje se za šest mjeseci. Projekt također uključuje odmorišta, javnu rasvjetu i poveznice s cestovnom mrežom.[6]

## Vanjske poveznice
- Službena web stranica eko.zagreb.hr
- Službena web stranica eko.zagreb.hr za projekt Greenway